# أي ام جي (شركة)
أي إم جي، هي شركة عالمية لإدارة المواهب والفعاليات والرياضة ومقرها في مدينة نيويورك.

## التاريخ
تأسست أي إم جي في عام 1960 في كليفلاند، أوهايو من قبل مارك ماكورماك، وهو محام أمريكي اكتشف إمكانات الرياضيين لتحقيق دخل كبير من التأييد في عصر التلفزيون. وقع لاعبي الغولف المحترفين أرنولد بالمر وجاري بلاير وجاك نيكلوس كأول عملائه الذين يُعرفون مجتمعين باسم الثلاثة الكبار. توفي ماكورماك عام 2003. في عام 2004، استحوذ فورستمان ليتل، بقيادة ثيودور جي فورستمان، على الشركة؛ شغل فورستمان منصب رئيس مجلس الإدارة والرئيس التنفيذي حتى وفاته في وقت متأخر 2011.
كان مقر أي إم جي في الأصل في وسط مدينة كليفلاند في مجمع تم بناؤه عام 1965 بشكل قطري عبر الشارع من برج إريفيو. بقي المقر الرئيسي في كليفلاند، أوهايو، لعدة سنوات حتى الانتقال رسميًا إلى مكاتب الشركة الأم الجديدة القائمة في نيويورك، في عام 2010.

## الإعلام
توزع أي إم جي أكثر من 32000 ساعة من المحتوى -نشأت من أكثر من 200 عميل وحدث- إلى المذيعين العالميين الرئيسيين سنويًا، عبر جميع أشكال الوسائط بما في ذلك التلفزيون والصوت والوسائط الثابتة والجوال. وتوزع قناة Sport 24 وهي أول قناة رياضية عالمية مباشرة على مدار 24 ساعة لشركات الطيران والرحلات البحرية، وقناة Edge Sport HD، قناة رياضة الأكشن التي تبث على مدار 24 ساعة. تحتفظ الشركة بأكبر أرشيف رياضي في العالم مع أكثر من 250.000 ساعة من اللقطات وتدير مشاريع مشتركة مع الدوري الإنجليزي الممتاز، جولة بي جي أيه الأوروبية، جلوبو تي في سبورتس، أسوشيتد برس والجولة الآسيوية.